# Fernheim
Fernheim is een in 1932 gestichte Mennonietenkolonie in het departement Boquerón in de regio Chaco in Paraguay. In de kolonie wordt door een groot deel van de bevolking Plautdietsch gesproken. De mennonitische gemeenschap in Paraguay staat bekend om haar strenge geloofsregels. De gezinnen zijn groot, trouwen buiten de eigen gemeenschap wordt niet geaccepteerd, hoewel de regels de laatste jaren minder streng worden toegepast als voorheen. Belangrijkste nederzetting is de gemeente (in Paraguay un distrito genoemd) Filadelfia.
De volgende dorpen zijn gelegen in de kolonie:
| Nummer | Naam         | Stichtingsjaar |
| ------ | ------------ | -------------- |
| 1      | Lichtfelde   | 1930           |
| 2      | Kleefeld     | 1930           |
| 3      | Gnadenheim   | 1930           |
| 4      | Ribera       | 1985           |
| 5      | Friedensfeld |                |
| 6      | Friedensruh  | 1930           |
| 7      | Schönwiese   | 1930           |
| 8      | Schönbrunn   | 1930           |
| 9      | Tres Palmas  | 1996           |
| 10     | Rosenort     | 1930           |
| 11     | Waldesruh    | 1930           |
| 12     | Landskrone   | 1944           |
| 13     | Blumental    | 1948           |
| 14     | Blumenort    | 1932           |
| 15     | Orloff       | 1932           |
| 16     | Karlsruhe    | 1932           |
| 17     | Schönau      | 1932           |
| 18     | Wüstenfelde  | 1934           |
| 19     | Boqueron     | 1938           |
| 20     | Hohenau      | 1946           |
| 21     | Valencia     | 1960           |
| 22     | Neuwiese     | 1961           |
| 23     | Molino       | 1963           |
| 24     | Corrales     | 1979           |
| 25     | 15 Agosto    | 1999           |